# Квилл
Квилл (нидерл. The Quill, англ. The Quill, папьям. Mount Mazinga) — стратовулкан на острове Синт-Эстатиус (входит в нидерландскую общину Бонайре, Синт-Эстатиус и Саба). Высота над уровнем моря — 601 м.
Название вулкана происходит от слова нидерл. kuil, что переводится как «яма» или «отверстие». В 1998 году вулкан и прилежащая территория вошла в состав национального парка, который находится в ведении Фонда Национальных парков Синт-Эстатиуса.
Квилл сформировался в качестве вулкана 22-33 тысячи лет назад и с этого времени сразу же стал активным. Сегодня кратер окружён пышными тропическими лесами, в которых произрастают многочисленные папоротники, пальмы, хлебные и красные деревья, а также суринамская вишня, имбирь, малина. Здесь же обитают игуаны, змеи, крабы, бабочки и экзотические птицы.